# نازك سرا (كوركا)
نازك سرا (بالفارسية: نازک‌سرا) هي قرية تقع في إيران في قسم كورکا الريفي. يقدر عدد سكانها بـ 421 نسمة بحسب إحصاء 2016.